# Tierra de Guillermo II
|  |

La Tierra de Guillermo II, costa de Guillermo II o Tierra del Emperador Guillermo II (en inglés, Wilhelm II Coast) es la parte de la Antártida que se extiende entre el cabo Penck (66°43′S 87°43′E / -66.717, 87.717), límite con la costa de Leopoldo y Astrid en la Tierra de la Princesa Elizabeth, y el cabo Filchner (66°27′S 91°54′E / -66.450, 91.900), límite con la Tierra de la Reina Mary. El mar que baña la costa de Leopoldo y Astrid es denominado mar de Davis.
El área es reclamada por Australia (Wilhelm II Land) como parte del Territorio Antártico Australiano, pero está sujeta a las restricciones establecidas por el Tratado Antártico.

## Historia

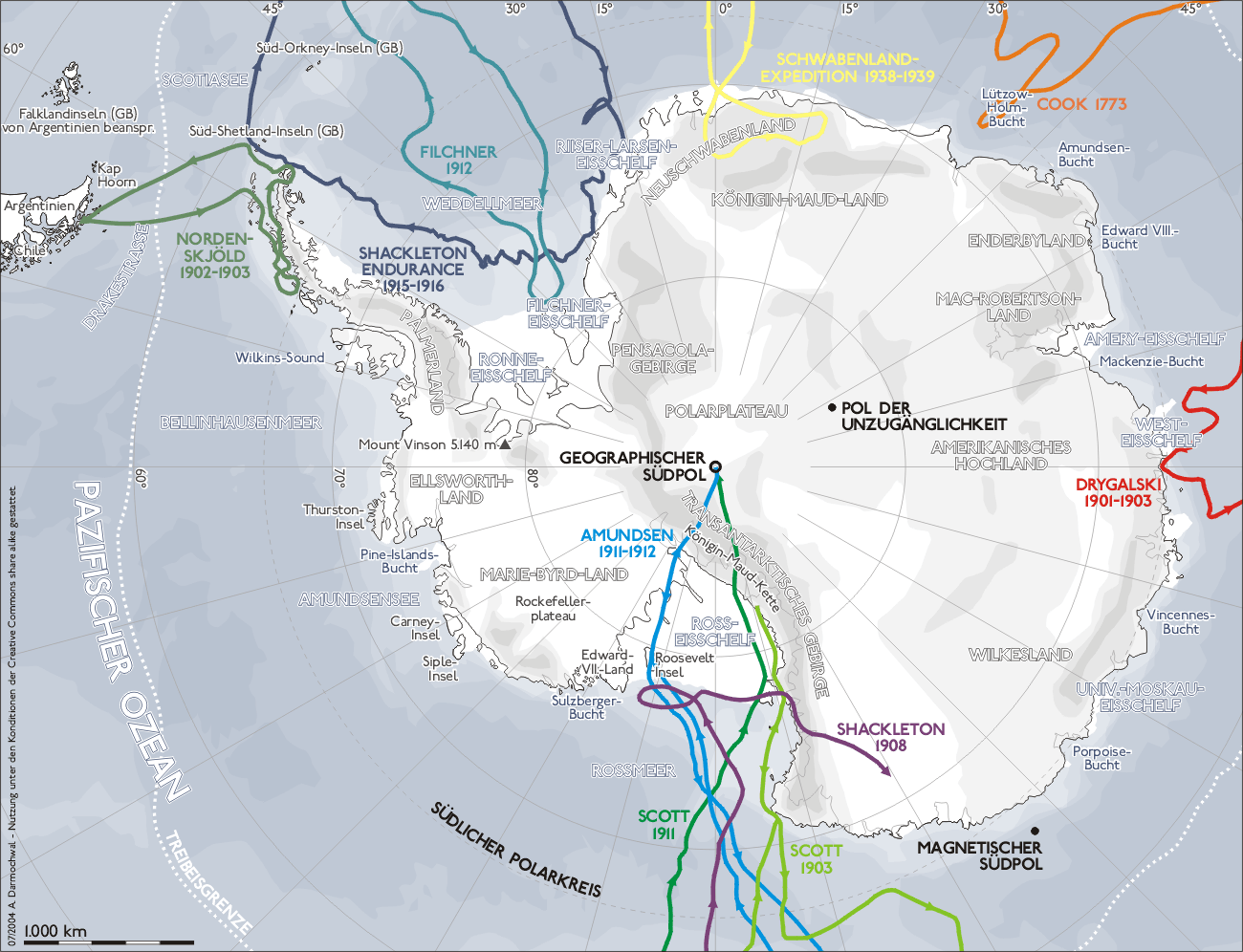
En rojo, ruta de la expedición de Drygalski.

El área fue descubierta el 22 de febrero de 1902 durante la expedición Gauss (1901-1903) de Alemania, dirigida por el veterano del ártico y profesor de geología Erich Dagobert von Drygalski (1865–1949). Drygalski le dio el nombre del kaiser Wilhelm II (Kaiser-Wilhelm-II.-Land), que había financiado la expedición, con 1,2 millones de Goldmark.
En la bahía donde la expedición de Drygalski tuvo su campamento hasta el 8 de febrero de 1903 está el volcán Gaussberg (66°48′0″S 89°11′0″E / -66.80000, 89.18333), a 370 metros de altura, un volcán extinto que lleva el nombre del Gauss, el barco de la expedición de Drygalski. 
La Base Sóvetskaya de la Unión Soviética fue inaugurada en la Tierra de Guillermo II el 16 de febrero de 1958 y cerrada el 3 de enero de 1959.